# 塚本聖子
塚本 聖子 (つかもと せいこ Seiko Tsukamoto)は日本のクラシック音楽のピアニスト。三重県桑名市出身。1972年4月20日生まれ。

## 略歴
浜松国際ピアノアカデミーで頭角を現し、数多の国際コンクールの上位入賞に輝いた。
現在はヨーロッパ在住。2013年からドイツのブラウンシュバイク市立音楽学校で教鞭をとっている。

## 受賞歴
- 全日本学生音楽コンクールピアノ部門中学校の部全国大会第1位 (1986年[4])
- 第1回浜松国際ピアノアカデミーコンクール第1位[5]
- エリザベート王妃国際音楽コンクールピアノ部門ファイナリスト[6]
- ダブリン国際ピアノコンクール第6位[7]
- ウラディミール・ホロヴィッツ記念国際ピアノコンクールシニア部門第2位[8]
- ジュネーヴ国際音楽コンクールピアノ部門第3位[9]
- オルレアン国際ピアノコンクールSPEDIDAM賞[10][11]

## 音源
- Fantasia in C Minor

## マネジメント
- 塚本聖子